# بلو جی
بلو جی (انگلیسی: Blue Jay) فیلمی آمریکایی است که در سال ۲۰۱۶ منتشر شد.